# Petelia strigulataria
Petelia strigulataria är en fjärilsart som beskrevs av Walker 1863. Petelia strigulataria ingår i släktet Petelia och familjen mätare. Inga underarter finns listade i Catalogue of Life.